# Frantz Reichel
Frantz Reichel (16. marts 1871 – 24. marts 1932) var en fransk sportsudøver som deltog i de olympiske lege 1896 i Athen og 1900 i Paris.
Reichel blev olympisk mester i rugby union under OL 1900 i Paris. Han var Kaptajn med på det franske hold som vandt den første rugby unionturnering. Der var tre hold som deltog og der blev kun spillet to kampe. Frankrig vandt over Tyskland med 27-17 og de besejrede det britiske hold med 27-8.
Reichel deltog også i 110 meter hækkeløb